# Trulsedamm
Trulsedamm är en bebyggelse i Stora Lundby socken i Lerums kommun. Från 2015 avgränsar SCB här en småort.